# Cayo Fonteyo Capitón (cónsul 59)
Cayo o Gayo Fonteyo Capitón  fue un senador romano del siglo I. Su carrera política se desarrolló bajo los imperios de Claudio y Nerón, que alcanzó el honor del consulado.

## Carrera pública
Era hijo de Cayo Fonteyo Capitón, consul ordinarius en 12 y nieto de Cayo Fonteyo Capitón, consul ordinarius en 33 a. C. Se desconoce cuál fue su cursus honorum concreto, pero culminó con el cargo de consul ordinarius en 59, bajo el imperio de Nerón, quien fue consul ordinarius en 58 y en 60, antes y después de Fonteyo, lo que indica que éste era de su plena confianza.  
Se desconoce cuál era su relación familiar con Cayo Fonteyo Agripa, consul suffectus en 58, y con Fonteyo Capitón, consul ordinarius en 67. Como todos los senadores romanos, Fonteyo Capitón poseía una importante familia de esclavos y libertos, de los que conocemos algunos, que al obtener la libertad recibieron el nombre de su antiguo amo y nuevo patrón.